# Jan De Cock
Jan De Cock (Etterbeek, 2 mei 1976) is een Belgisch beeldend kunstenaar die installaties maakt. Jan woont in Kuregem en is de broer van Gerrit De Cock, voormalig presentator op JIMtv. Hij werd in het verleden vertegenwoordigd door de galerie Office Baroque in Brussel.
De Cock volgde aan de Koninklijke Academie voor Schone Kunsten te Gent de afdeling 3D-multimedia. Hij kreeg in 2003 de Prijs Jonge Belgische Schilderkunst.

## Werk
In 2015 en 2016 stelde De Cock tentoon in de Brusselse galerij Office Baroque met "Abstract Capitalism". In december van 2016 opende De Cock in The Brussels Art_ Institute de "Abstract Capitalism II", een oldschool "solo salon", dat toont hoe kunstenaarshuizen en studio's het onderwerp van publieke fascinatie zijn geworden, en tegelijk van een misbegrijpen van kunst, de creator en de estheet. De tentoonstelling bestaat uit 124 studies van hommages aan het idee van de arcade en de kunstenaarsstudio.
In het voorjaar van 2013 opende in Galería Hilario Galguera, in Mexico-Stad, de eerste editie van het nieuwe kunstproject Everything for you van Jan De Cock. Dit project zette hij ook in andere steden verder. In 2016 maakt hij met "Everything For You, Brussels", zijn 10e "memorial paper", een gedrukte neerslag van elk project met essays en fotografische neerslagen van zijn sculpturen in situ.
Midden 2012 koos Jan De Cock Jacqueline Kennedy Onassis als overkoepelende titel voor zijn nieuwe tentoonstellingsproject omtrent spektakelcultuur. De verschillende zalen bevatten installaties met imitaties met verwijzingen naar de Griekse mythologie en uit vezelplaat gemaakte beelden
Tijdens de zomer van 2009 toonde Jan De Cock in het Brusselse Paleis voor Schone Kunsten speciaal voor deze plek ontworpen installaties onder de noemer Repromotion
Het New Yorkse MoMA exposeerde in 2008 Jan De Cocks Denkmal 11, Museum of Modern Art, 11 West 53rd Street, New York, 2008. Hij kreeg er als eerste levende Belg een solotentoonstelling met de steun van de Society of Friends of Belgium in America. De kunstenaar realiseerde er in de lijn van zijn vroegere werken een installatie van de vloer tot aan het plafond waarbij hij foto's combineerde met een reeks sculpturale modules in multiplex die de twintigste-eeuwse abstractie oproepen.
In 2006 realiseerde Jan De Cock in het Casa del Fascio te Como van architect Giuseppe Terragni en twee galeries in samenwerking met de 40 jaar oudere Daniël Buren een reeks sculpturen in spaanplaat.
In Tate Modern bouwde de kunstenaar in 2005 zijn eigen museum met strakke houten sculpturen.

### The Brussels Art_ Institute
Jan De Cock is oprichter van The Brussels Art_ Institute (BAI_), in Anderlecht. BAI_ is een samenwerking tussen het Atelier Jan De Cock en de kunsthumaniora Sint-Lukas Schaarbeek, waar De Cock zelf school liep. Het project is erop gericht jongeren en het publiek in contact te brengen met de beste Belgische en internationale hedendaagse creatieve werken en ideeën. Het instituut is een ontmoetingsplek met een plaats voor school, ateliers, residenties, tentoonstellingen en performances. De interactie tussen de school en het atelier staat in lijn met het idee van de Bauhausscholen.
In maart 2016 heeft Jan De Cock zijn gebouwencomplex The Brussels Art Institute in de verkoop geplaatst. Volgens diverse media zag de kunstenaar zich gedwongen tot de verkoop van zijn studio's in de Anderlechtse wijk Kuregem, omdat hij schulden bij de financiële instelling KBC zou hebben. KBC eiste geld terug dat door De Cock was geleend voor de financiering van onder meer klaslokalen en een jazzbar. Bij de verkoop van zijn onroerend goed zouden ook kunstwerken van de kunstenaar zijn inbegrepen, waaronder sculpturen uit 2005 welke hij voor het Tate Modern realiseerde. Immobiliënsite Immoweb noteerde een vraagprijs van 3,4 miljoen euro voor het complex dat in een voormalige papierschepperij gevestigd is.